# Southernov prenos
Southernov prenos ali prenos po Southernu (angl. Southern blot) je tehnika, pri kateri se molekule DNK med seboj ločijo z elektroforezo, denaturirajo in prenesejo ter fiksirajo na najlonsko ali nitrocelulozno membrano. Izraz Southernov prenos se nanaša na metodo, medtem ko v slovenščini s to metodo dobljeno membrano s fiksirano DNK imenujemo Southernov odtis (v agleščini se v obeh primerih rabi izraz blot).
Gre za molekularnobiološko metodo za preučevanje DNK. Razvil jo je Edwin Southern leta 1975. Ta metoda omogoča dokazovanje določene sekvence DNK v kompleksni mešanici DNK.

### Opis metode
K raziskovani DNK se dodajo encimi, ki DNK fragmentirajo, ti fragmenti DNK pa se nanesejo na gel za elektroforezo. Z elektroforezo ločenim fragmentom dodajo bazične reagente, ki povzročijo, da se  vodikove vezi med bazami v nukleotidih prekinejo in tako nastane enovijačna DNK, ki se prenese iz gela na membrano, ki je po navadi iz najlona, nitroceluloze ali PVDF (polivinilidenfluorida). Na membrano preneseni fragmenti DNK ostanejo fiksirani na membrano.
Membrana se lahko kemično ali radioaktivno obdela s t. i. gensko sondo. Sonda je po navadi iz enovijačne RNK (DNK-RNK-sonda je stabilnejša kot DNK-DNK-sonda) in komplementarna določenemu delu preiskovane DNK. Če sta sekvenci DNK in sonde komplementarni, pride so parjenja baz (hibridizacija).